# Oktjabr'skoe (Ossezia)
Oktjabr'skoe (in russo: Октябрьское, osseto: Октябрыхъæу) è il capoluogo del Prigorodnyj rajon in Ossezia del Nord.

## Geografia fisica
Situato 6 km a est della capitale osseta Vladikavkaz, nel 2002 contava 10 575 abitanti. Nel villaggio è presente una fabbrica di scatolame e una di generi alimentari.